# Waterloo Barracks

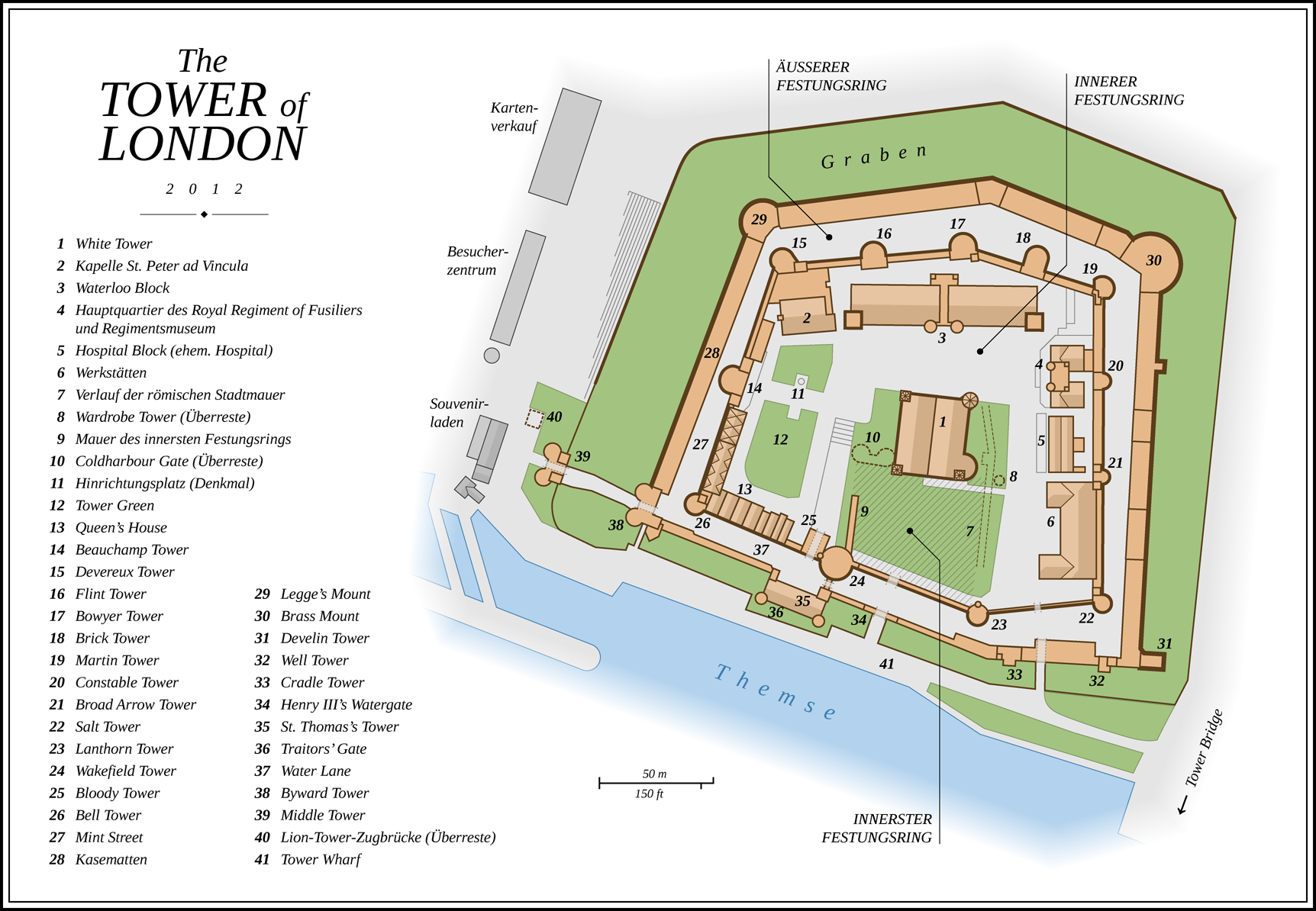
Karte des Towers mit Waterloo Block (No. 3)

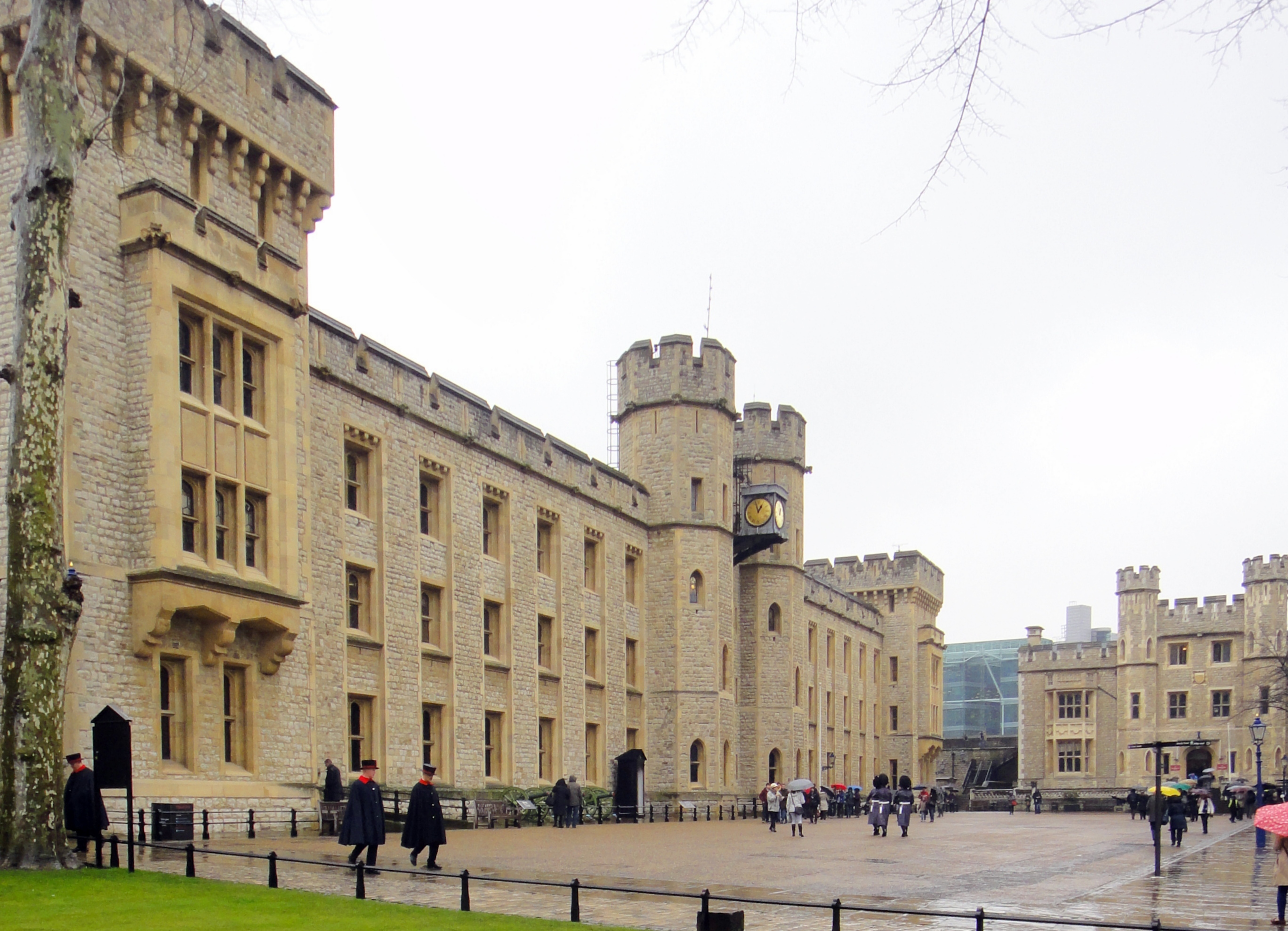
Waterloo Barracks, gesehen aus dem Innenhof des Towers

Die Waterloo Barracks, auch Waterloo Block sind ein Gebäude im inneren Festungsring des Towers of London. Das Gebäude wurde ursprünglich 1845 als Kasernenanlage für 826 Soldaten gebaut. Es ist das größte einzelne Gebäude der Festung. Mittlerweile dient es vor allem als Büro- und Verwaltungsgebäude. International bekannt ist es jedoch, da seit 1967 in seinem Inneren das Jewel House, der Aufbewahrungsort der Britischen Kronjuwelen, untergebracht ist.
Die Waterloo Barracks entstanden, nachdem 1841 ein großes Feuer Teile der inneren Festungsbereiche im Tower zerstört hatte. Dabei ging auch das große Lagerhaus von 1691 (das Grand Storehouse) in Flammen auf, das vorher den Platz im Norden des inneren Festungsrings eingenommen hatte. Bereits seit dem Ende des 18. Jahrhunderts war die Besatzung der Festung verstärkt worden, so dass um 1840 Platzmangel unter den Soldaten und ihrer Ausrüstung herrschte.
Der damalige Konstabler des Tower, Arthur Wellesley, 1. Duke of Wellington, 30 Jahre früher der Sieger in der Schlacht von Waterloo, nutzte die durch die Zerstörung des Lagerhauses entstandene Lücke, und ließ an dieser Stelle eine neue Kaserne bauen. Zusammen mit den Kasernen entstand separate Räume für die Offiziere, heute das Museum of the Royal Fusiliers. Das laut Pevsner „grimmige und finstere“ Gebäude in einem pseudomittelalterlichen Stil wurde wahrscheinlich von Major Alexander Lewis von der Ingenieurabteilung der königlichen Waffenschmiede gestaltet. Wellington legte den Grundstein am 14. Juni 1845. Nach der Fertigstellung der Gebäude wurde vor den Barracks eine Statue des Feldherrn errichtet, die seit 1883 vor dem Royal Arsenal in Woolwich steht. Ursprünglich für 826 Soldaten geplant, beherbergten die Kasernen kurz nach ihrer Fertigstellung bereits über 1.000 Bewohner.
Das Jewel House in seiner heutigen Gestalt stammt aus den Jahren 1992–1993. Es wurde von Siddell Gibson Partnership gestaltet, und anlässlich des Diamond Jubilee von Elisabeth II. umfangreich modernisiert.